# Vincent De Gaetano

Vincent De Gaetano

Vincent Anthony De Gaetano (* 17. August 1952 in Sliema) ist ein maltesischer Jurist und ehemaliger Richter am Europäischen Gerichtshof für Menschenrechte.

## Leben und Wirken
De Gaetano studierte Rechtswissenschaften an der Universität Malta, wo er 1974 das Notarsdiplom und 1975 den juristischen Doktorgrad erwarb. Nach seiner Zulassung zur maltesischen Anwaltskammer 1976 studierte er Kriminologie an der University of Cambridge. Dieses Studium schloss er im folgenden Jahr ab. Ab 1979 war er im Büro des maltesischen Attorney General als Chefberater tätig, später als dessen direkter Assistent und von 1989 bis 1994 als dessen Vertreter. Von 1988 bis 1994 war De Gaetano Mitglied in einem Komitee des Europarates für Flüchtlingsfragen, von 1995 bis 1997 war er Vorsitzender der Antikorruptionsgruppe des Europarates. Seit 1994 hält De Gaetano zudem Vorlesungen über Straf- und Strafprozessrecht an der Universität Malta. Seit demselben Jahr war er als Richter an den obersten Gerichten Maltas tätig. Von 2002 bis 2010 war er Chief Justice von Malta und Präsident des maltesischen Verfassungsgerichtshofes, des obersten zivilrechtlichen und strafrechtlichen Appellationsgerichtes. Im Juni 2010 wurde er als Nachfolger von Giovanni Bonello als Vertreter Maltas zum Richter am Europäischen Gerichtshof für Menschenrechte gewählt. Er trat seine Amtszeit am 20. September 2010 an. Seit 3. November 2015 war er zudem Vizepräsident der Sektion IV des EGMR. Im Rahmen einer Umgruppierung der Richter wurde De Gaetano am 1. September 2018 Präsident der III. Sektion. Nach Ende seiner Amtszeit wurde er im September 2019 durch Lorraine Schembri Orland abgelöst.